# Il cane fedele
Il cane fedele (Canis fidelis) è la ventitreesima favola del primo libro delle Fabulae di Fedro, scritta nel I secolo.
La favola racconta di un ladro che getta un pezzo di pane ad un cane. Questi capisce che lo ha fatto per non farlo abbaiare e non cade nel tranello.
La morale di questa favola è che solo i disonesti possono essere adescati.

## Il cane fedele
verum peritis inritos tendit dolos. 

Nocturnus cum fur panem misisset cani,

obiecto temptans an cibo posset capi,

"Heus", inquit "linguam vis meam praecludere,

ne latrem pro re domini? Multum falleris.

Namque ista subita me iubet benignitas

vigilare, facias ne mea culpa lucrum".»
in realtà tende inutili tranelli agli accorti.

Un ladro notturno lanciò del pane ad un cane,

tentando di metterlo a tacere con il cibo,

"Oibò" disse " vorresti togliere le forze alla mia lingua ,

affinché non abbai in difesa della roba del padrone? Ti sbagli di grosso.

Infatti questa improvvisa generosità, mi esorta a vigilare,

perché tu non possa trar profitto dal mio errore.»
(Fedro)